# Juan María Fernández y Krohn
Juan María Fernández y Krohn (ur. 1948 lub 1950) – belgijski prawnik pochodzenia hiszpańskiego, były ksiądz lefebrysta, dwukrotny zamachowiec.

## Życiorys
Wyświęcony w diecezji madryckiej w 1978 przyłączył się na krótko do ruchu arcybiskupa Marcela Lefebvre’a. W 1979 usunięto go z Bractwa św. Piusa X w związku z nieposłuszeństwem i podejrzeniem niestabilności psychicznej.
12 maja 1982 Krohn usiłował zasztyletować Jana Pawła II w czasie pielgrzymki papieża do Fátimy w rocznicę zamachu Alego Ağcy, oskarżając papieża o szpiegostwo na rzecz ZSRR. Zamachowca skazano na 6 lat pozbawienia wolności.
Zwolniony po trzech latach porzucił kapłaństwo, zamieszkał w Brukseli, ożenił się z portugalską dziennikarką i pracował jako prawnik.
W 2000 aresztowano go za próbę zamachu na króla Belgów i króla Hiszpanii. Spędził w więzieniu pięć lat.